# Brisbane Track Classic 2022
Das Brisbane Track Classic 2022 war eine Leichtathletik-Veranstaltung die am 9. April im Queensland Sport and Athletics Centre (QSAC) im australischen Brisbane stattfand. Die Veranstaltung war Teil der World Athletics Continental Tour und zählte zu den Silber-Meetings, der zweithöchsten Kategorie dieser Leichtathletik-Serie.

## Resultate

### Männer

#### 100 m
| Platz | Athlet             | Land | Zeit (s) |
| ----- | ------------------ | ---- | -------- |
| 1     | Jake Doran         | AUS  | 10,28    |
| 2     | Edward Osei-Nketia | NZL  | 10,30    |
| 3     | Jacob Despard      | AUS  | 10,41    |
| 4     | Yoshihide Kiryū    | JPN  | 10,41    |
| 5     | Jake Penny         | AUS  | 10,48    |
| 6     | Joshua Azzopardi   | AUS  | 10,48    |
| 7     | Calab Law          | AUS  | 10,49    |
| 8     | Jack Hale          | AUS  | 10,50    |
| 9     | Ismail Kamara      | SLE  | 10,56    |

Wind: −1,5 m/s

#### 200 m
| Platz | Athlet           | Land | Zeit (s) |
| ----- | ---------------- | ---- | -------- |
| 1     | Aidan Murphy     | AUS  | 20,89    |
| 2     | Jake Doran       | AUS  | 20,95    |
| 3     | Calab Law        | AUS  | 21,03    |
| 4     | Joshua Azzopardi | AUS  | 21,06    |
| 5     | Jacob Despard    | AUS  | 21,12    |
| 6     | Shōta Iizuka     | JPN  | 21,25    |
| 7     | Connor Bond      | AUS  | 21,46    |
| 8     | Connor Diffey    | AUS  | 21,54    |
| 9     | Jun Yamashita    | JPN  | 21,69    |

Wind: −0,8 m/s

#### 400 m
| Platz | Athlet             | Land | Zeit (s) |
| ----- | ------------------ | ---- | -------- |
| 1     | Kaitō Kawabata     | JPN  | 46,35    |
| 2     | Alexander Beck     | AUS  | 46,38    |
| 3     | Callum Rorison     | AUS  | 47,11    |
| 4     | Jamee Smith        | AUS  | 47,19    |
| 5     | Nicholas Donaldson | AUS  | 47,22    |
| 6     | Daniel Blest       | AUS  | 47,51    |
| 7     | Tan Zong Yang      | SGP  | 48,05    |
| 8     | Timothy Sanki      | AUS  | 48,75    |

#### 800 m
| Platz | Athlet                     | Land | Zeit (min) |
| ----- | -------------------------- | ---- | ---------- |
| 1     | Peter Bol                  | AUS  | 1:46,12    |
| 2     | James Preston              | NZL  | 1:46,38    |
| 3     | Brad Mathas                | NZL  | 1:46,50    |
| 4     | Charlie Hunter             | AUS  | 1:46,93    |
| 5     | Guy Learmonth              | GBR  | 1:47,27    |
| 6     | Jye Perrott                | AUS  | 1:47,37    |
| 7     | Jeffrey Riseley            | AUS  | 1:48,60    |
| 8     | Charlie Jeffreson          | AUS  | 1:49,32    |
| 9     | Harry May                  | AUS  | 1:49,42    |
|       | Jared Micallef (Pacemaker) | AUS  | DNF        |

#### 1500 m
| Platz | Athlet                     | Land | Zeit (min) |
| ----- | -------------------------- | ---- | ---------- |
| 1     | Callum Davies              | AUS  | 3:40,67    |
| 2     | Jude Thomas                | AUS  | 3:41,11    |
| 3     | Samuel Tanner              | NZL  | 3:41,18    |
| 4     | Matthew Clarke             | AUS  | 3:42,03    |
| 5     | Mick Stanovsek             | AUS  | 3:42,04    |
| 6     | Jack Bruce                 | AUS  | 3:43,52    |
| 7     | Isaac Heyne                | AUS  | 3:43,75    |
| 8     | Williams Lewis             | AUS  | 3:45,08    |
| 9     | Peyton Craig               | AUS  | 3:47,08    |
| 10    | Kane Shields               | AUS  | 3:49,56    |
| 11    | Jordan Tyler               | AUS  | 3:50,66    |
|       | Jared Micallef (Pacemaker) | AUS  | DNF        |

#### 110 m Hürden
| Platz | Athlet           | Land | Zeit (s) |
| ----- | ---------------- | ---- | -------- |
| 1     | Chris Douglas    | AUS  | 13,65    |
| 2     | Nicholas Hough   | AUS  | 13,68    |
| 3     | Shuhei Ishikawa  | JPN  | 13,80    |
| 4     | Sam Hurwood      | AUS  | 13,84    |
| 5     | Nicholas Andrews | AUS  | 13,91    |
| 6     | Jacob McCorry    | AUS  | 14,00    |
| 7     | Cedric Dubler    | AUS  | 14,05    |
| 8     | Ang Chen Xiang   | SGP  | 14,22    |

Wind: −0,4 m/s

#### Hochsprung
| Platz | Athlet                  | Land | Höhe (m) |
| ----- | ----------------------- | ---- | -------- |
| 1     | Joel Baden              | AUS  | 2,22     |
| 2     | Yual Reath              | AUS  | 2,22     |
| 3     | Ryō Satō                | JPN  | 2,16     |
| 4     | Simioluwa Thomsen-Ajayi | AUS  | 2,16     |
| 5     | Oscar Miers             | AUS  | 2,13     |
| 6     | Zane Paterson           | AUS  | 2,00     |
| 7     | Matthew Tilley          | AUS  | 2,00     |
| 8     | Ethan Petcos            | AUS  | 1,95     |
|       | Jonathan Titmarsh       | AUS  | NMH      |

#### Weitsprung
| Platz | Athletin        | Land | Weite (m) |
| ----- | --------------- | ---- | --------- |
| 1     | Chris Mitrevski | AUS  | 8,06      |
| 2     | Sam Taylor      | AUS  | 7,83      |
| 3     | Hibiki Tsuha    | JPN  | 7,72      |
| 4     | Oscar Miers     | AUS  | 7,71      |
| 5     | Liam Adcock     | AUS  | 7,65      |
| 6     | Daiki Oda       | JPN  | 7,63      |
| 7     | Shemaiah James  | AUS  | 7,42      |
| 8     | William Freyer  | AUS  | 7,31      |
| 9     | Blake Shaw      | AUS  | 7,16 w    |

#### Kugelstoßen
| Platz | Athlet            | Land | Weite (m) |
| ----- | ----------------- | ---- | --------- |
| 1     | Damien Birkinhead | AUS  | 19,28     |
| 2     | Aiden Harvey      | AUS  | 19,05     |
| 3     | Daniel Green      | AUS  | 16,80     |
| 4     | Todd Hodgetts     | AUS  | 15,22     |

#### Speerwurf
| Platz | Athlet           | Land | Weite (m) |
| ----- | ---------------- | ---- | --------- |
| 1     | Cameron McEntyre | AUS  | 79,26     |
| 2     | Cruz Hogan       | AUS  | 77,47     |
| 3     | William White    | AUS  | 72,67     |
| 4     | Michael Criticos | AUS  | 64,35     |

### Frauen

#### 100 m
| Platz | Athlet          | Land | Zeit (s) |
| ----- | --------------- | ---- | -------- |
| 1     | Torrie Lewis    | AUS  | 11,37    |
| 2     | Bree Masters    | AUS  | 11,40    |
| 3     | Mia Gross       | AUS  | 11,50    |
| 4     | Kristie Edwards | AUS  | 11,60    |
| 5     | Livvy Wilson    | NZL  | 11,79    |
| 6     | Ebony Lane      | AUS  | 11,82    |

Wind: +0,2 m/s

#### 200 m
| Platz | Athlet              | Land | Zeit (s) |
| ----- | ------------------- | ---- | -------- |
| 1     | Torrie Lewis        | AUS  | 23,18    |
| 2     | Georgia Hulls       | NZL  | 23,56    |
| 3     | Bree Masters        | AUS  | 23,62    |
| 4     | Jacinta Beecher     | AUS  | 23,77    |
| 5     | Kristie Edwards     | AUS  | 23,81    |
| 6     | Monique Quirk       | AUS  | 24,23    |
| 7     | Jessie Andrew       | AUS  | 24,28    |
| 8     | Olivia Rose Inkster | AUS  | 24,33    |
| 9     | Georgia Harris      | AUS  | 24,57    |

Wind: −1,6 m/s

#### 400 m
| Platz | Athlet           | Land | Zeit (s) |
| ----- | ---------------- | ---- | -------- |
| 1     | Rosie Elliott    | NZL  | 52,83    |
| 2     | Sarah Carli      | AUS  | 52,90    |
| 3     | Nanako Matsumoto | JPN  | 53,57    |
| 4     | Jessica Thornton | AUS  | 54,73    |
| 5     | Txai Anglin      | AUS  | 54,95    |
| 6     | Rowena Craker    | AUS  | 55,40    |

#### 800 m
| Platz | Athlet                    | Land | Zeit (min) |
| ----- | ------------------------- | ---- | ---------- |
| 1     | Bendere Oboya             | AUS  | 2:03,10    |
| 2     | Tess Kirsopp-Cole         | AUS  | 2:03,15    |
| 3     | Sarah Billings            | AUS  | 2:03,50    |
| 4     | Ellie Sanford             | AUS  | 2:04,51    |
| 5     | Hayley Kitching           | AUS  | 2:05,54    |
| 6     | Matilda Ryan              | AUS  | 2:05,63    |
| 7     | Shanie Landen             | ISR  | 2:06,33    |
| 8     | Holly Manning             | NZL  | 2:06,71    |
|       | Sarah Carli (Pacemakerin) | AUS  | DNF        |

#### 1500 m
| Platz | Athlet                        | Land | Zeit (min) |
| ----- | ----------------------------- | ---- | ---------- |
| 1     | Georgia Griffith              | AUS  | 4:10,33    |
| 2     | Claudia Hollingsworth         | AUS  | 4:10,61    |
| 3     | Jaylah Hancock-Cameron        | AUS  | 4:15,03    |
| 4     | Amy Bunnage                   | AUS  | 4:17,91    |
| 5     | Nicola Hogg                   | AUS  | 4:20,58    |
| 6     | Klara Dess                    | AUS  | 4:22,43    |
| 7     | Brielle Erbacher              | AUS  | 4:24,49    |
| 8     | Erin Blundell                 | AUS  | 4:25,54    |
| 9     | Keira Moore                   | AUS  | 4:33,58    |
|       | Sayla Donnelley (Pacemakerin) | AUS  | DNF        |

#### 100 m Hürden
| Platz | Athlet           | Land | Zeit (s) |
| ----- | ---------------- | ---- | -------- |
| 1     | Liz Clay         | AUS  | 13,02    |
| 2     | Celeste Mucci    | AUS  | 13,05    |
| 3     | Michelle Jenneke | AUS  | 13,19    |
| 4     | Abbie Taddeo     | AUS  | 13,36    |
| 5     | Hannah Jones     | AUS  | 13,37    |
| 6     | Danielle Shaw    | AUS  | 13,65    |

Wind: −0,9 m/s

#### Weitsprung
| Platz | Athlet             | Land | Weite (m) |
| ----- | ------------------ | ---- | --------- |
| 1     | Sumire Hata        | JPN  | 6,42      |
| 2     | Emelia Surch       | AUS  | 6,22 w    |
| 3     | Brittany Carroll   | AUS  | 6,22      |
| 4     | Samantha Dale      | AUS  | 6,21 w    |
| 5     | Jessie Harper      | AUS  | 6,15 w    |
| 6     | Andrea Thompson    | AUS  | 6,12 w    |
| 7     | Roksana Xudoyorova | UZB  | 6,11      |
| 8     | Mia Scerri         | AUS  | 6,11      |
| 9     | Tay-Leiha Clark    | AUS  | 5,94      |
| 10    | Tomysha Clark      | AUS  | 5,91      |

#### Speerwurf
| Platz | Athletin             | Land | Weite (m) |
| ----- | -------------------- | ---- | --------- |
| 1     | Mackenzie Little     | AUS  | 62,79 PB  |
| 2     | Kelsey-Lee Barber    | AUS  | 56,66     |
| 3     | Mackenzie Mielczarek | AUS  | 52,86     |
| 4     | Alexandra Roberts    | AUS  | 51,03     |
| 5     | Jess Bell            | AUS  | 49,99     |
| 6     | Phoebe Marsh         | AUS  | 45,31     |
| 7     | Angelina Tignani     | AUS  | 45,25     |
| 8     | Mia Gordon           | AUS  | 45,15     |